# Serra da Raiz
Serra da Raiz là một đô thị thuộc bang Paraíba, Brasil. Đô thị này có diện tích 28,984 km², dân số năm 2007 là 3239 người, mật độ 111,8 người/km².